# Carmine Giovinazzo
Carmine Dominick Giovinazzo (ur. 24 sierpnia 1973 w Nowym Jorku) – amerykański aktor, scenarzysta, malarz i muzyk. Wystąpił w roli detektywa Daniela „Danny’ego” Messera w serialu CBS CSI: Kryminalne zagadki Nowego Jorku (2004-2013). 

## Życiorys
Urodził się i wychował w dzielnicy Port Richmond na Staten Island w Nowym Jorku, jako syn Nancy i policjanta Dominicka Giovinazzo. Ma włosko-norwesko-brytyjskie korzenie. Był zapalonym sportowcem i chciał zostać zawodowym graczem w baseball. Jednak poważna kontuzja pleców uniemożliwiła mu dalszą grę i zajął się aktorstwem. W 1991 ukończył Port Richmond High School w Staten Island. Studiował w Wagner College na stypendium baseballowym. Studiował aktorstwo w Wagner College i HB Studios.
Początkowo przez cztery lata grywał w krótkometrażowych niezależnych produkcjach. W 1997 przeprowadził się do Los Angeles. Wystąpił w pilotażowym odcinku serialu The WB Buffy: Postrach wampirów (1997), w którym jego postać Christophera Boala była pierwszą ekranową ofiarą serii. Wkrótce został obsadzony w komedii romantycznej Billy’s Hollywood Screen Kiss (1998), melodramacie sportowym Sama Raimiego Gra o miłość (For Love of the Game, 1999), dramacie politycznym Droga do białego domu (The Big Brass Ring, 1999) i dramacie wojennym Ridleya Scotta Helikopter w ogniu (Black Hawk Down, 1999). Za rolę Scotta w sitcomie UPN Shasta McNasty (1999) zdobył nominację do People’s Choice Award. 
Występował gościnnie w serialach takich jak NBC Powrót do Providence (Providence, 1999), NBC Ściśle tajne (UC: Undercover, 2001) i CBS Obrońca (The Guardian, 2003). Zagrał Tony’ego Galpera, ofiarę w ostatnim odcinku serialu ABC Columbo (2003). Po występie w dramacie sportowym Przysięga wierności (Pledge of Allegiance, 2003) u boku Freddy’ego Rodrígueza i dramacie wojennym W rękach wroga (In Enemy Hands, 2004) z Williamem H. Macy, grał detektywa Danny’ego Messer’a w serialu CBS Kryminalne zagadki Nowego Jorku (2004-2013).

## Życie prywatne
11 lipca 2010 ożenił się z Vanessą Marcil. W sierpniu 2012 Marcil wystąpiła o rozwód z powodu niezgodności charakterów. Rozwód został sfinalizowany 18 marca 2013.
W wolnych chwilach oddaje się malarstwu i poezji, śpiewa i gra na gitarze w zespole oraz pisze piosenki.

## Filmografia

### Filmy
- 2008: This Is Not a Test jako Trey
- 2004: W rękach wroga (In Enemy Hands) jako Coope
- 2003: Pledge of Allegiance jako Frankie
- 2003: Columbo: Nocne życie porucznika (Columbo: Columbo Likes the Nightlife) jako Tony Galper
- 2003: Platonically Incorrect
- 2002: Gruba ryba - bukmacher z kampusu (Big Shot: Confessions of a Campus Bookie) jako T-Bone
- 2001: Helikopter w ogniu (Black Hawk Down) jako Sierżant Mike Goodale
- 2001: Szybka Forsa (Learning Curve) The jako Paul Cleveland
- 2000: Dom przy ulicy Grozy (Terror Tract) jako Frank Sarno
- 1999: Gra o miłość (For Love of the Game) jako Ken Strout
- 1999: Droga do białego domu (Big Brass Ring, The) jako młody Billy
- 1998: Billy’s Hollywood Screen Kiss jako Gundy
- 1998: Cena naiwności (Fallen Arches) jako Frankie Romano
- 1996: Bez powrotu (No Way Home) jako Frankie Hamm

### Seriale
- 2004-2013: CSI: Kryminalne zagadki Nowego Jorku (CSI: NY) jako Danny Messer
- 2001-2004: Obrońca (The Guardian) jako Glen Lightstone (gościnnie)
- 2000: CSI: Kryminalne zagadki Las Vegas (CSI: Crime Scene Investigation) jako Thumpy G (2002) (gościnnie)
- 1999-2000: Shasta McNasty jako Scott
- 1999-2002: Powrót do Providence (Providence) jako Kit (gościnnie)
- 1997-2003: Buffy: Postrach wampirów (Buffy the Vampire Slayer) jako Chłopiec (gościnnie
- 1996-2000: Niebieski Pacyfik (Pacific Blue) jako Cody Fisher (gościnnie)